# Scheuern
Scheuern là một đô thị ở huyện Bitburg-Prüm, trong bang Rheinland-Pfalz, phía tây nước Đức. Đô thị Scheuern có diện tích 6,51 km², dân số thời điểm ngày 31 tháng 12 năm 2006 là 52 người.